# فعلانية

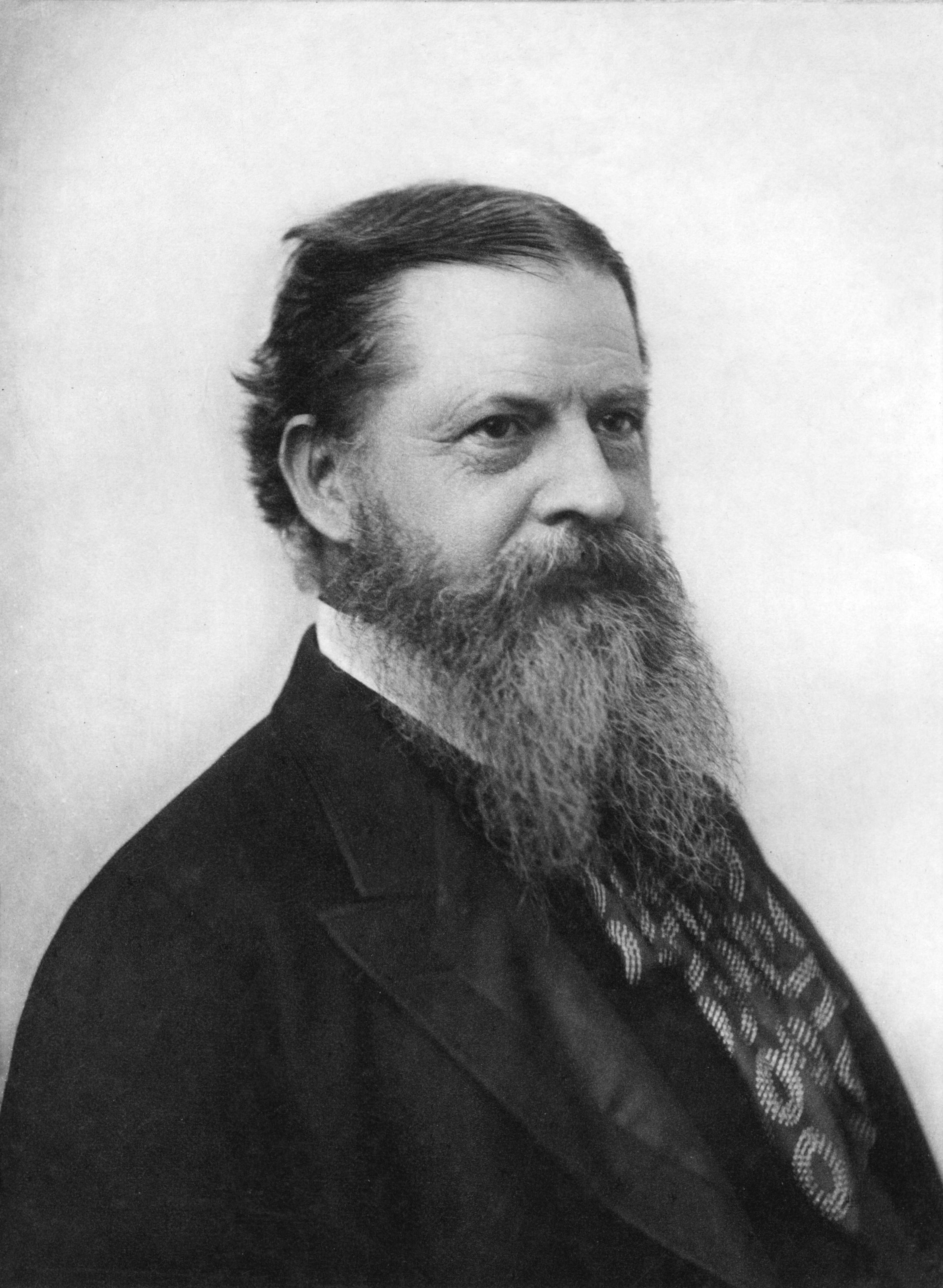
تشارلز ساندرز بيرس (1839-1914)

الفِعْلانية (بالإنجليزية: Pragmaticism) توجُّه فلسفي يقوم على أن الفعل أو الأثر الفعلي هو المُحدِّد الأساسي في صدق أو صحة المعرفة والاعتقاد. فالقيمة والحقيقة لا تتحددان إلا في علاقتهما بالفعل. والفعلانية هي الاسم الذي اختاره الفيلسوف الأمريكي شارل ساندرز پيرس لتمييز توجهه الخاص عن كل أصناف العملانية، خصوصا كما هي عند وليم جيمس.

## أصل الاستعمال
الفِعْلانية مصطلح عربي ينقل معنى المقابل الأجنبي (بالإنجليزية: Pragmaticism) الذي يرجع إلى الأصل اليوناني پراغما (باليونانية: πραγμα) بمعنى فعل.